# Oberhaag
Oberhaag è un comune austriaco di 2 209 abitanti nel distretto di Leibnitz, in Stiria.